# جوباریا
جوباریا به انگلیسی (Jobaria) یک دایناسور متعلق به دوران ژوراسیک در منطقه نیجریه بوده است.این دایناسور بین ۱۶۱ تا ۱۶۴ میلیون سال پیش میزیسته است.ارتفاع این دایناسور ۲۱ متر یوده است.

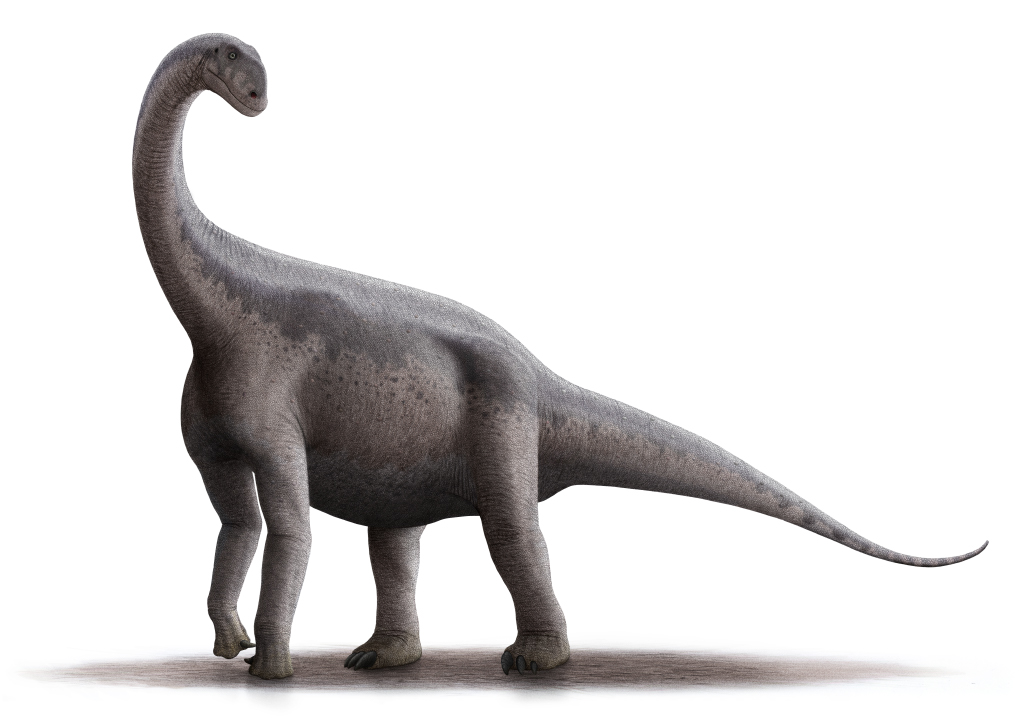